# Katana Games
Katana Games (ook bekend als Katgames in de casual markt) is een Spaans computerspelontwikkelaar, gevestigd in Zaragoza. 

## Ontwikkelde spellen
| Release | Titel                                |
| ------- | ------------------------------------ |
| 2003    | 5 Spots                              |
| 2003    | Golf Adventure Galaxy                |
| 2004    | 5 Spots II                           |
| 2004    | Genius Move                          |
| 2005    | Mortimer and the Enchanted Castle    |
| 2005    | Mind Machine                         |
| 2005    | Fireworks Extravaganza               |
| 2006    | Zulu Gems                            |
| 2007    | Dream Chronicles                     |
| 2008    | Dream Chronicles 2: The Eternal Maze |
| 2009    | Dream Chronicles 3: The Chosen Child |
| 2010    | Dream Chronicles: The Book of Air    |
| 2011    | Dream Chronicles: The Book of Water  |
| 2012    | The Cross Formula                    |